# Piberegg Rollsiedlung
Die Piberegg Rollsiedlung, auch Piberegg-Rollsiedlung geschrieben, ist eine Siedlung sowie eine Ortschaft in der Stadtgemeinde Bärnbach im Bezirk Voitsberg in der Weststeiermark. Sie wurde ab 1948 errichtet und trug ursprünglich den Namen Schattseite.

## Geographie und Lage
Die Piberegg Rollsiedlung befindet sich im westlichen Teil der Stadtgemeinde Bärnbach sowie im Südosten der Katastralgemeinde Piberegg an den Ufern des Freisingbaches. Nördlich der Siedlung erhebt sich ein Ausläufer des Hemmerberges und südlich sowie südwestlich liegt der Knobelberg. Etwas nördlich liegt die Rotte Freisinggraben sowie die zur Gemeinde Kainach bei Voitsberg gehörende Karl Ortner-Siedlung. Südöstlich liegt der Bärnbacher Stadtteil Kleinkainach, während sich im Süden das Ortszentrum von Bärnbach sowie die zur Stadtgemeinde Köflach gehörende Rotte Knobelberg befinden.
Zur Ortschaft Piberegg Rollsiedlung gehört neben der gleichnamigen Wohnsiedlung auch noch die Rotte und die Streusiedlung Freisinggraben.

## Geschichte
Die heutige Piberegg Rollsiedlung wurde ab 1948 in einer Gegend erbaut, die ursprünglich den Namen Schattseite trug. Am 20. April 1964 wurde die Siedlung zu Ehren von Josef Roll III (1892–1969), eines Bürgermeisters von Piberegg, in Josef-Roll-Siedlung umbenannt. Im September 1967 wurde der Siedlerverein Piberegg-Afling gegründet. Das Ortsverzeichnis aus dem Jahr 1971 führt die Siedlung bereits als Piberegg-Rollsiedlung. Insgesamt 58 Wohnhäuser gehörten im Jahr 2006 zum Gebiet der Wohnsiedlung.
Im Zuge der Steiermärkischen Gemeindestrukturreform des Jahres 2015 wurde die bis dahin eigenständige Gemeinde Piberegg und damit auch die Rollsiedlung in die Stadtgemeinde Bärnbach eingemeindet.